# Fushanosaurus
Fushanosaurus („ještěr z Fu-šan“) byl rod sauropodního dinosaura z kladu Titanosauriformes, žijícího v období střední až svrchní jury (geologický stupeň kelloway až oxford, asi před 165 miliony let) na území dnešní západní Číny (provincie Sin-ťiang, geologické souvrství Š'-šu-kou). 

## Objev a popis
Formálně popsán byl v říjnu roku 2019 na základě holotypu v podobě kompletně dochované pravé kosti stehenní o délce kolem 180 cm. Na jejím základě byla stanovena délka tohoto obřího sauropoda na 30 metrů (v případě, že byl stavěn podobně jako rod Mamenchisaurus) nebo spíše 20 metrů (pokud byl stavěn jako běžní titanosauři). Fosilie byla objevena v sedimentech souvrství Š'-šu-kou na území tzv. Džungarie.
Jedná se o jednoho z největších sauropodních dinosaurů (a tedy dinosaurů vůbec), formálně popsaných v roce 2019 (spolu s rodem Kaijutitan z Argentiny).